# Szczerba (geomorfologia)

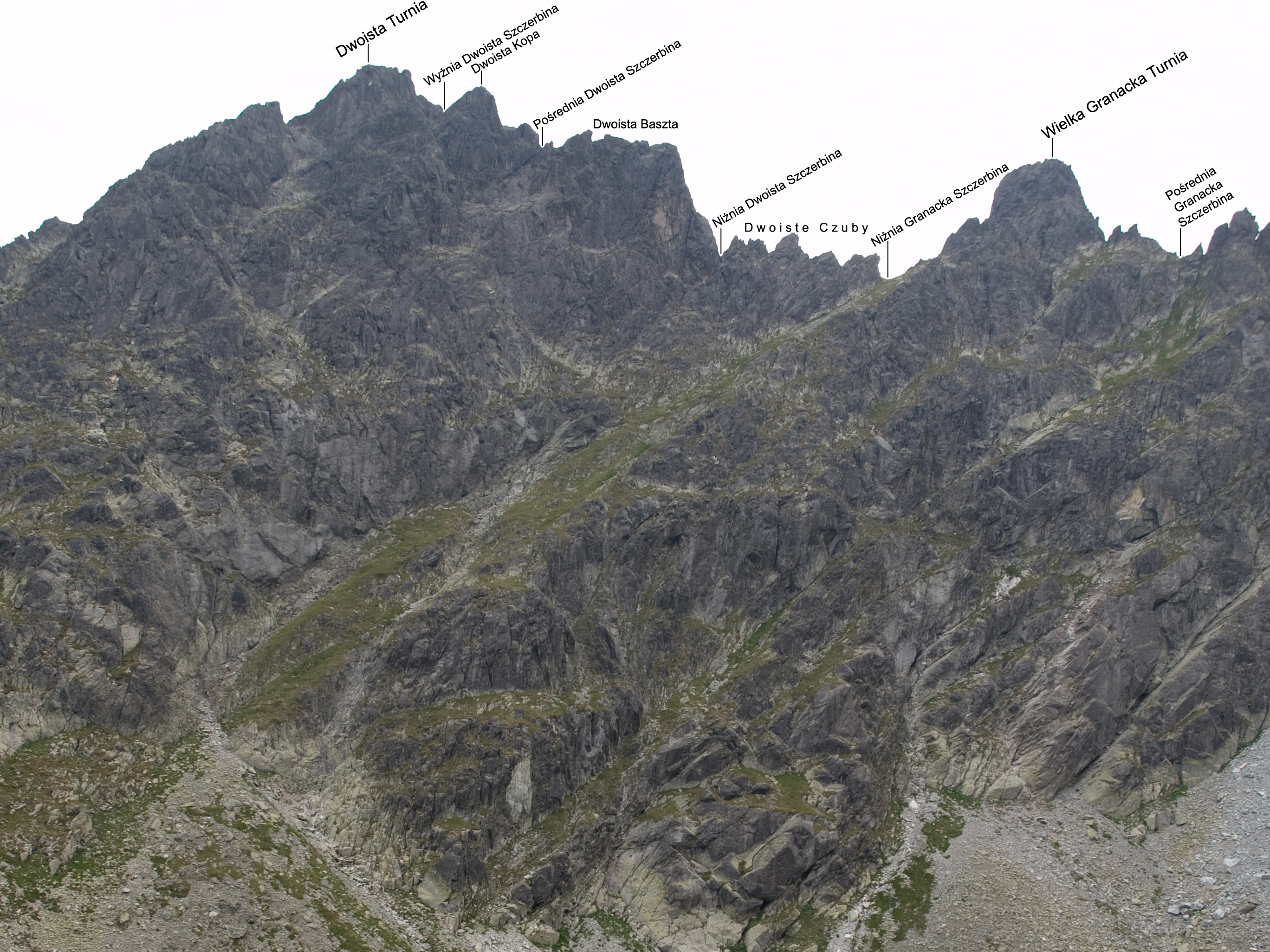
Przykłady szczerbin w Granatach Wielickich

Szczerba (zdrobniale: szczerbina) – niewielkie wycięcie w wypukłej formie ukształtowania terenu w górach (grzbiecie górskim, grani, filarze, żebrze), zwykle głębsze niż szersze i przeważnie ostro zakończone w dolnej części. Z punktu widzenia orografii szczerba jest formą przełęczy.